# Fajzábád
Fajzábád (persky فيض آباد, romanizace Fayzâbâd) je město na severovýchodě Afghánistánu s přibližně 30 000 obyvateli. Je to hlavní a největší město provincie Badachšán. Nachází se v okrese Fajzábád a leží v nadmořské výšce 1200 m.
Fajzábád je hlavním obchodním a administrativním městem Pamíru. Podél města protéká řeka Kokča. Vedle města se nachází letiště Fajzábád, které poskytuje omezené vnitrostátní letecké služby.

## Historie
Město se až do roku 1680 nazývalo Jauz Gun kvůli množství ořechů („jauz“) v oblasti. Když bylo městu předáno roucho Mohameda, přejmenovalo se na Fajzábád, což lze přeložit jako „sídlo božské štědrosti, požehnání a dobročinnosti.“ Tradice uvádí, že sem roucho přinesli šejkové Mohamed Zija a Nijaz poté, co ho Wajs Korán přivezl do Balchu.
V té době se stalo město hlavním městem historického území Badachšán. V roce 1768 odvezl Ahmad Šáh Durrání roucho do Kandaháru a založil zde mešitu. Sáhibové ze Samarkandu později prorokovo roucho z města odvezli.
Ve městě a jeho okolí se nachází sedm historických pevností, z nichž některé se zachovaly pouze jako zříceniny. Tyto pevnosti byly postaveny za účelem obrany města nebo cest vedoucích do města a z města.
V roce 1979 se město stalo základnou partyzánských skupin, které se snažily odrazit sovětskou invazi. V roce 1980 byl Fajzábád dobyt a obsazen sovětskými vojsky, která si zde založila základnu.
Mnoho nevládních neziskových organizací působících v provincii Badachšán mělo svá sídla v nové části Fajzábádu. Nedaleko města vedlo Německo provinční rekonstrukční tým. Součástí provinčního rekonstrukčního týmu byl také dánský a český tým, ovšem Dáni odešli v roce 2008 a Češi v roce 2007.
Dne 11. srpna 2021 bylo město dobyto Tálibánem poté, co zahájil masivní ofenzivu.

## Poloha
Město se nachází na pravém břehu řeky Kokča poblíž místa, kde řeka opouští rokli, a předtím, než se dostane do otevřeného prostoru.

## Podnebí
Ve Fajzábádu panuje vlhké kontinentální podnebí (podle Köppenovy klasifikace podnebí Dsa). Jsou zde horká a suchá léta a chladné, mírně vlhké zimy. Ve Fajzábádu prší převážně na jaře a v zimě.

| Fajzábád – podnebí                       | Fajzábád – podnebí | Fajzábád – podnebí | Fajzábád – podnebí | Fajzábád – podnebí | Fajzábád – podnebí | Fajzábád – podnebí | Fajzábád – podnebí | Fajzábád – podnebí | Fajzábád – podnebí | Fajzábád – podnebí | Fajzábád – podnebí | Fajzábád – podnebí | Fajzábád – podnebí |
| Období                                   | leden              | únor               | březen             | duben              | květen             | červen             | červenec           | srpen              | září               | říjen              | listopad           | prosinec           | rok                |
| ---------------------------------------- | ------------------ | ------------------ | ------------------ | ------------------ | ------------------ | ------------------ | ------------------ | ------------------ | ------------------ | ------------------ | ------------------ | ------------------ | ------------------ |
| Nejvyšší teplota [°C]                    | 19,6               | 20,5               | 28                 | 33,2               | 37,5               | 41,4               | 42,6               | 41,2               | 34,2               | 34,2               | 29                 | 21,4               | 42,6               |
| Průměrné denní maximum [°C]              | 6                  | 8,2                | 14,3               | 21,3               | 25,1               | 31,6               | 35,7               | 34,9               | 29,9               | 23,1               | 15,9               | 9,7                | 21,3               |
| Průměrná teplota [°C]                    | −0,1               | 2                  | 7,7                | 14,1               | 17,6               | 23,7               | 27,1               | 25,7               | 20,3               | 14,2               | 7,5                | 2,7                | 13,5               |
| Průměrné denní minimum [°C]              | −4,3               | −1,2               | 2,4                | 8                  | 10,6               | 13,9               | 16,8               | 15,5               | 10,3               | 6,3                | 1,5                | −1,9               | 6,5                |
| Nejnižší teplota [°C]                    | −23,5              | −24,5              | −10,5              | −4                 | 1,1                | 6,6                | 9                  | 8                  | 2                  | −2,9               | −8,8               | −17,2              | −24,5              |
| Průměrné srážky [mm]                     | 49,4               | 65                 | 91,9               | 97,9               | 77                 | 8,2                | 5,8                | 1                  | 1,5                | 23,4               | 29,7               | 34,1               | 484,9              |
| Zdroj: World Weather Information Service |                    |                    |                    |                    |                    |                    |                    |                    |                    |                    |                    |                    |                    |

## Ekonomika
Fajzábád byl v minulosti poměrně izolovaný od ostatních částí země kvůli nedostatku zpevněných silnic. Ve městě se nacházejí dva bazary, kde se obchoduje s nejrůznějším zbožím, jako je bavlna, bavlněné oblečení, sůl, cukr, čaj, indigo a jídelní příbory. Fajzábádem prochází národní dálnice 01 (anglicky National Highway 01, zkráceně NH01 nebo také Ring Road). Náklady na výstavbu silnice spojující Fajzábád s Talokánem a Kundúzem činily přibližně 200 milionů dolarů a byly hrazeny Agenturou Spojených států amerických pro mezinárodní rozvoj.
V okolí se pěstuje ječmen, pšenice a rýže a je zde řada zahrad a sadů. V okolí se rýžovalo zlato, lze zde nalézt beryl a nedaleko se nachází solný důl. Ve městě se nachází funkční elektrárna, přičemž další se staví.

## Obyvatelstvo a kultura
Většinu obyvatel tvoří Tádžikové, ale žijí zde také Paštunové, Pamírové, Uzbeci, Hazárové a Turkmeni.
Ve městě se mluví jedenácti jazyky.
Ve městě se nachází řada mešit a svatyní historického významu.